# Nausitora excolpa
Nausitora excolpa is een tweekleppigensoort uit de familie van de Teredinidae. De wetenschappelijke naam van de soort is voor het eerst geldig gepubliceerd in 1922 door Bartsch.